# Лаубах
Лаубах (нім. Laubach) — місто в Німеччині, знаходиться в землі Гессен. Підпорядковується адміністративному округу Гіссен. Входить до складу району Гіссен.
Площа — 97,01 км2. Населення становить 9604 ос. (станом на 31 грудня 2020).